# Девдера Катерина Михайлівна
Девде́ра Катери́на Миха́йлівна (нар. 25 листопада 1990, Качківка, Ямпільський район, Вінницька область) — українська поетеса, перекладачка. Членкиня Національної спілки письменників України (2013).

## Біографія

Обкладинка книги «Співприсутність», 2011

Народилась 25 листопада 1990 р. у с. Качківка Ямпільського району Вінницької області. Середню освіту здобула у рідному селі. Закінчила Вінницький педагогічний університет ім. М. Коцюбинського (2012) — філологічний факультет Інституту філології та журналістики. Після закінчення вузу повернулася на малу батьківщину, працювала у системі місцевої освіти. Від 2014 р. — аспірантка Інституту літератури ім. Т. Шевченка.

## Літературна діяльність
Своїми першими наставниками у літературі вважає поета-земляка Віктора Дячка, подільських літераторів — Віктора Мельника, Михайла Каменюка.

Авторка книг віршів «Співприсутність» (2011), «Літери і стихії» (2015), «Листи до Майстра» (2018), публікацій у періодиці, перекладів поезій з іспанської — Лорки, з польської — книги поетеси з Кракова Божени Боба-Диґа «Запах каштанів» (2013), з англійської мови та ін.

|                      | Її вірші пахнуть дощами, соснами, любистком... її вірші звучать пташиним співом, музикою, замовляннями... в її віршах стаєш рікою, вогнем, вишнею... Як це в неї виходить, напевно, дівчина не усвідомлює в повній мірі і сама. Вона ще не знає, чи хоче цього і чи потрібно це їй... вона ще не вірить, що цей Дар – бачити душі слів – належить саме їй. А тому ніяковіє і віджартовується, коли хтось називає її поетесою. Хто ця загадкова незнайомка? Це… Катерина Девдера. Щойно у Вінниці вийшла друком її дебютна збірка поезій «Співприсутність». Назва книжки дуже влучно окреслює місце автора в її творах. Катря ніби бере читача за руку і веде його в світ, де він починає чути неомовлене, бачити неовиднене, відчувати неочутнене. |
| — Сайт «Моя Вінниця» | |

У 2024 році у «Видавництві Старого Лева» вийшов друком дебютний роман «Віндобонський апокриф».

## Премії, відзнаки, нагороди
- Гран-прі літературного проекту «Молода Республіка Поетів» (2015).
- Літературно-мистецька премія «Кришталева вишня» (2016)[6]